# رون يوسف
رون يوسف (بالعبرية: רון יוסף‏) هو ناشط حقوق الإنسان وحاخام إسرائيلي، ولد في 1974 في إسرائيل.